# Chrám Proměnění Páně (Toljatti)
Chrám Proměnění Páně, rusky Спасо-Преображенский собор je pravoslavný chrám ve ruském městě Toljatti, nesoucí název křesťanského svátku Proměnění Páně, který se slaví 6. srpna (19. srpna podle Juliánského kalendáře).

## Dějiny

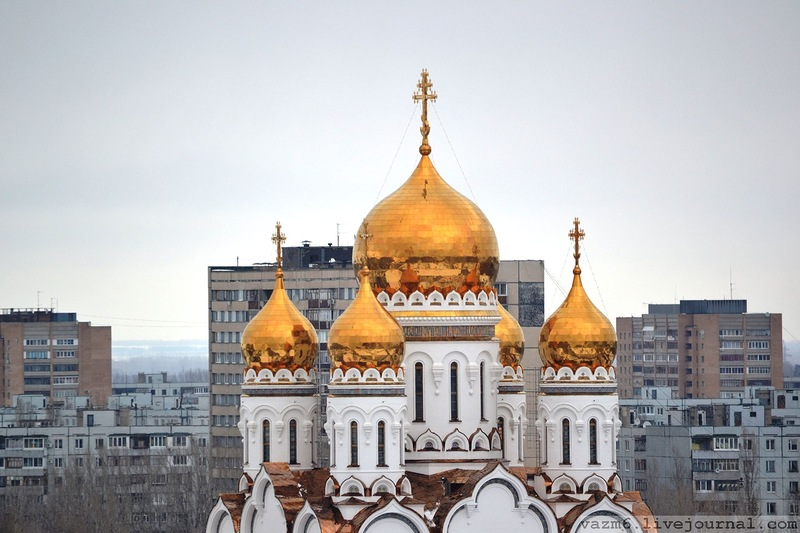
Kupole chrámu

Ve dnech srpnového puče roku 1991, byl toljattským stavebním výborem přijato rozhodnutí o výstavbě chrámového komplexu, sestávajícího z křestního chrámu (baptisteria), budovy pričtu (duchovní správy), zvonice a chrámu Proměnění. Zpočátku se předpokládalo umístění hlavního chrámu na břehu Volhy, ale kvůli velké vzdálenosti od obytných zón města, bylo rozhodnuto vystavět chrám blíže obyvatelstvu.
Dříve se bohoslužby sloužily v obyčejném soukromém bytě běžného 16-podlažního domu, v Jubilejní ulici (Юбилейная улица). Již tehdy byla u vchodu vývěska s nápisem "Преображенский собор". Ovšem bohoslužeb pro celý Avtozavodský rajón se tehdy mohly zúčastnit sotva dvě desítky lidí.
Výstavba komplexu započala v červnu 1992 budováním chrámu zadvěceného Janu Křtiteli a budovy pričtu (duchovní správy). Stavba chrámu Proměnění začala v roce 1996 a dokončena byla roku 2002. Stavbu prováděla společnost "АВТОВАЗ" za bezprostřední účasti protojereje chrámu Valerije Marčenka.

## Architektura

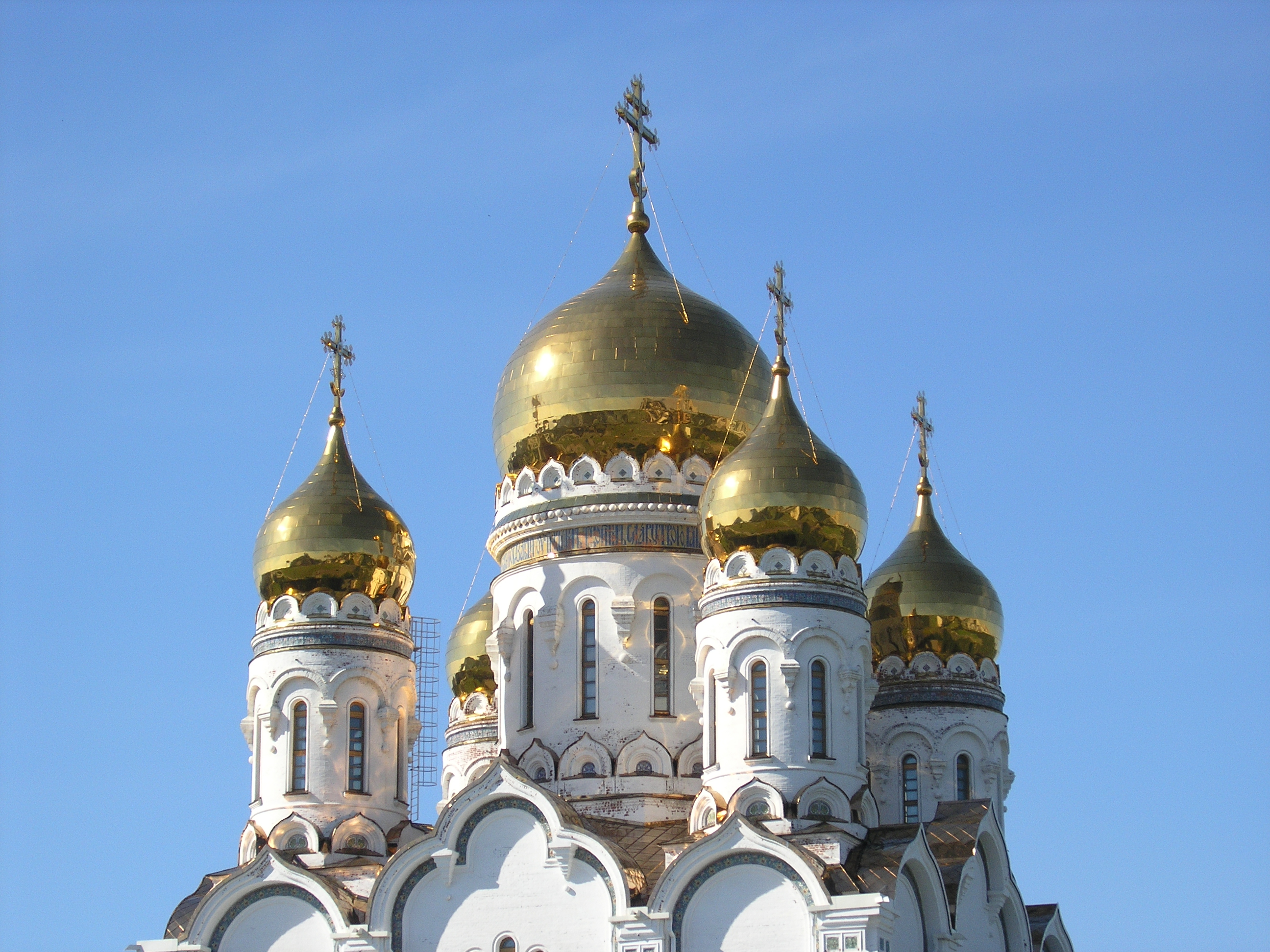
Kupole

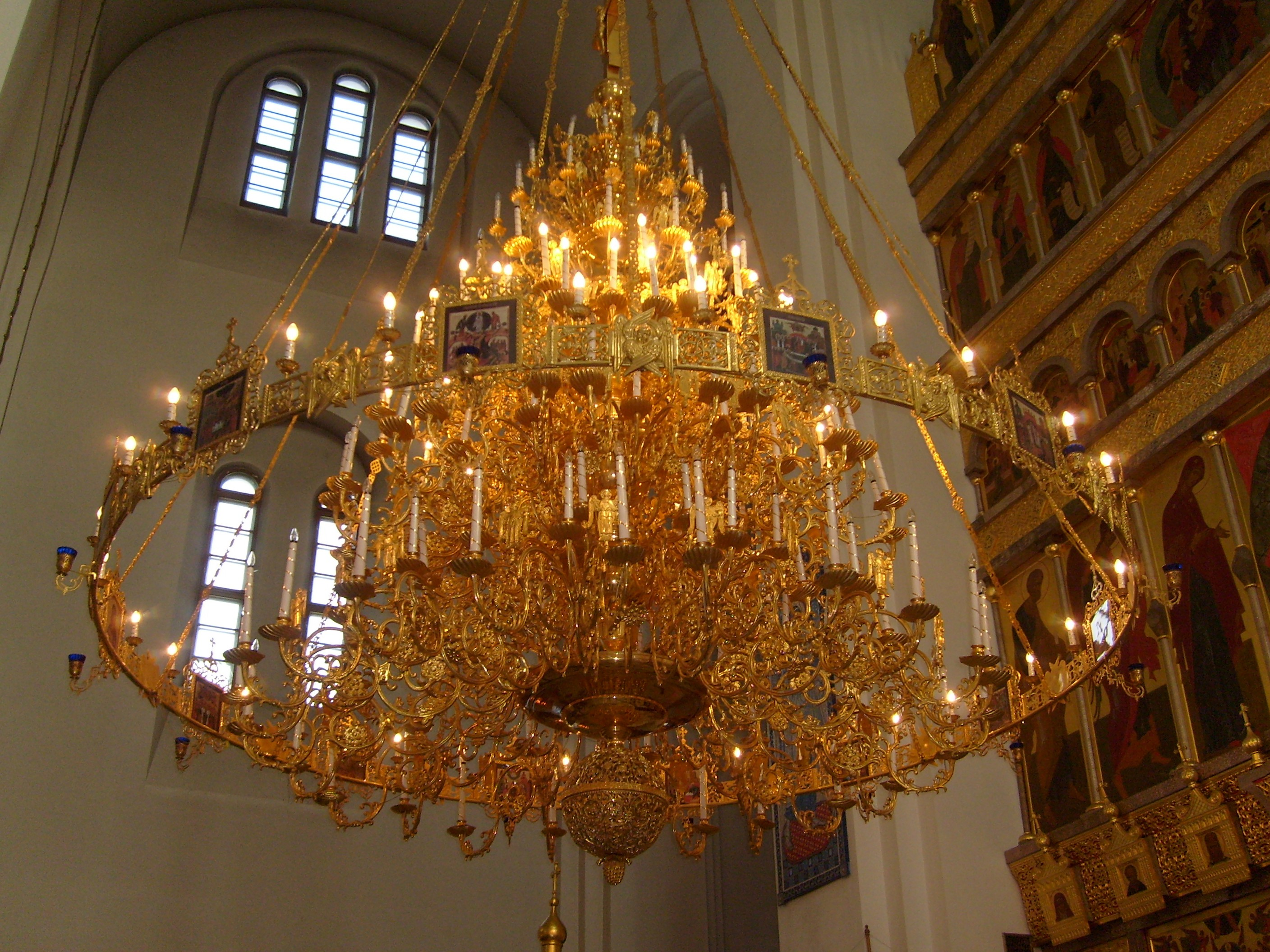
Chrámové panikadilo

Autorem architektonicko-designérského projektu je moskevský architekt Dmitrij Sergejveič Sokolov. Stavbu pak prováděly toljattské firmy Invest-Avto a Hydromontaž. Generálním sponzorem výstavby byl automobilový závod AvtoVAZ.
Plocha chrámu zaujímá 2800 m². Kapacita je přes 3 000 osob. Výška v hlavním kříži je 62 metrů od úrovně země. Interiér chrámu zahrnuje hlavní oltář zasvěcený Proměnění Páně, jižní a severní oltáře, kůry, západní Narthexpritvor, jižní a severní křídlo a kryptu. Výška ústředního ikonostasu u oltářů je 15 metrů.
Podlahy jsou vykládané mozaikou ze 12 druhů mramoru. Ke slavnostnímu otevření chrámu toljattští klenotníci zhotovili 16 ikon na stříbrných smaltových dlaždicích. Vnitřní a vnější dveře jsou z dubového dřeva, mosazným kováním a mřížkami.
Kupole jsou pokryté nerezovou ocelí, vyvedené „ve zlatě“. Z téhož materiálu jsou vyrobeny i kříže. Ústřední kupole váží 26 tun a jeho instalace provedená pomocí speciálního jeřábu byla unikátní konstrukční operací.
Uvnitř je chrám osvícen třinácti panikadily, z nichž největší má sedm pater a výšku okolo deseti metrů.
Z inženýrského pohledu je objekt zcela moderní: chrám je vybaven rádiopřenosovou soustavou, systémem ventilace, bezpečnostní a požární signalizací, komunikační technikou a také systémem externího osvětlení fasády.

## Činnost
19. srpna 2002 chrám Proměnění Páně v Toljatti vysvětil Jeho Vysokopřeosvícenost Sergij, arcibiskup samarský a syzraňský.
V červenci 2006 byla do chrámu dopravena jedna z nejvýznamnějších relikvií křesťanského světa — ostatky svatého Jana Křtitele.
Nad zvonicí, jež má být závěrečnou fází výstavby komplexu, již několik let visí otazník. V souladu s původním projektem má mít výšku 76 metrů a uvnitř má být výtah a rozhledna a kontrolní plošina.